# Austin Pendleton
Austin Pendleton (n. 27 martie 1940, Warren⁠(d), Ohio, SUA) este un actor de film, de televiziune și de teatru american, regizor de teatru și instructor.

## Filmografie

### Film
| An   | Titlu                                        | Rol                       | Note        |
| ---- | -------------------------------------------- | ------------------------- | ----------- |
| 1968 | Petulia                                      | Intern                    |             |
| 1968 | Skidoo                                       | Fred                      |             |
| 1970 | Catch-22                                     | Lieutenant Colonel Moodus |             |
| 1972 | What's Up, Doc?                              | Frederick Larrabee        |             |
| 1972 | Every Little Crook and Nanny                 | Luther                    |             |
| 1973 | The Thief Who Came to Dinner                 | Zukovsky                  |             |
| 1974 | The Front Page                               | Earl Williams             |             |
| 1976 | Diary of the Dead                            | Dr. Klein                 |             |
| 1977 | The Great Smokey Roadblock                   | Guido                     |             |
| 1979 | The Muppet Movie                             | Max                       |             |
| 1979 | Starting Over                                | Paul                      |             |
| 1980 | Simon                                        | Dr. Carl Becker           |             |
| 1980 | First Family                                 | Dr. Alexander Grade       |             |
| 1984 | Talk to Me                                   | Richard Patterson         |             |
| 1985 | My Man Adam                                  | Mr. Greenhut              |             |
| 1986 | Off Beat                                     | Gun Shop Salesman         |             |
| 1986 | Short Circuit                                | Howard Marner             |             |
| 1987 | Hello Again                                  | Junior Lacey              |             |
| 1990 | Mr. and Mrs. Bridge                          | Mr. Gadbury               |             |
| 1991 | The Ballad of the Sad Café                   | Lawyer Taylor             |             |
| 1991 | True Identity                                | Othello's Director        |             |
| 1992 | My Cousin Vinny                              | John Gibbons              |             |
| 1992 | Rain Without Thunder                         | Catholic Priest           |             |
| 1992 | Charlie's Ear                                | Harold Blodgett           |             |
| 1992 | Do You Like Women?                           | Unknown                   |             |
| 1993 | Mr. Nanny                                    | Alex Mason Sr.            |             |
| 1993 | My Boyfriend's Back                          | Dr. Bronson               |             |
| 1993 | Searching for Bobby Fischer                  | Asa Hoffmann              |             |
| 1994 | Greedy                                       | Hotel Clerk               |             |
| 1994 | Guarding Tess                                | Earl Fowler               |             |
| 1995 | Home for the Holidays                        | Peter Arnold              |             |
| 1995 | Two Much                                     | Dr. Huffeyer              |             |
| 1995 | The Fifteen Minute Hamlet                    | Hamlet                    | Scurtmetraj |
| 1996 | Sgt. Bilko                                   | Major Ebersole            |             |
| 1996 | 2 Days in the Valley                         | Ralph Crupi               |             |
| 1996 | The Proprietor                               | Willy Kunst               |             |
| 1996 | The Associate                                | Aesop Franklin            |             |
| 1996 | The Mirror Has Two Faces                     | Barry                     |             |
| 1997 | Trial and Error                              | Judge Paul Z. Graff       |             |
| 1997 | Sue Lost in Manhattan                        | Bob                       |             |
| 1997 | Amistad                                      | Professor Gibbs           |             |
| 1997 | The Fanatics                                 | Eugene Cleft              |             |
| 1997 | A River Made to Drown In                     | Billy                     |             |
| 1998 | Charlie Hoboken                              | Harry Cedars              |             |
| 1999 | Skirty Winner                                | François Truffaut         |             |
| 1999 | Joe the King                                 | Winston                   |             |
| 1999 | Men of Means                                 | Jerry Trask               |             |
| 1999 | The 4th Floor                                | Mr. Collins               |             |
| 1999 | Brokendown Love Story                        | 'Lucky'                   | Scurtmetraj |
| 2000 | The Acting Class                             | Bobby Austin              |             |
| 2000 | Broke Even                                   | Archie                    |             |
| 2000 | Fast Food Fast Women                         | George                    |             |
| 2000 | The Summer of My Deflowering                 | Unknown                   | Scurtmetraj |
| 2000 | Clowns                                       | Dean                      |             |
| 2001 | Queenie in Love                              | Alvin                     |             |
| 2001 | A Beautiful Mind                             | Thomas King               |             |
| 2001 | Wishcraft                                    | Mr. Turner                |             |
| 2002 | Manna from Heaven                            | Two-Digit Doyle           |             |
| 2003 | Finding Nemo                                 | Gurgle                    | Voce        |
| 2003 | Uptown Girls                                 | Mr. McConkey              |             |
| 2004 | Christmas with the Kranks                    | Marty                     |             |
| 2004 | Piccadilly Jim                               | Peter Pett                |             |
| 2005 | The Civilization of Maxwell Bright           | Jaurice                   |             |
| 2005 | The Notorious Bettie Page                    | Teacher                   |             |
| 2006 | Raising Flagg                                | Gus Falk                  |             |
| 2007 | Lovely by Surprise                           | Jackson                   |             |
| 2010 | Wall Street: Money Never Sleeps              | Dr. Masters               |             |
| 2013 | He's Way More Famous Than You                | Dad                       |             |
| 2013 | Hair Brained                                 | Dapper Man                |             |
| 2013 | Black Box                                    | William Peters            |             |
| 2014 | She's Funny That Way                         | Judge Pendergast          |             |
| 2014 | The Mend                                     | Earl                      |             |
| 2016 | Starring Austin Pendleton                    | Rolul său                 | Documentar  |
| 2016 | Finding Dory                                 | Gurgle                    | Voce        |
| 2018 | 7 Splinters in Time                          | Fyodor Wax                |             |
| 2018 | Divide and Conquer: The Story of Roger Ailes | Rolul său                 | Documentar  |
| 2019 | The Sound of Silence                         | Robert Feinway            |             |
| 2020 | The Mimic                                    | The Driver                |             |
| 2022 | 5-25-77                                      | Herb Lightman             |             |

## Legături externe
- en Austin Pendleton la Internet Broadway Database
- Austin Pendleton la Internet Movie Database
- Austin Pendleton Talks about Stuttering and Acting
- St. Louis Actors' Studio to host class with Austin Pendleton.  St. Louis Post Dispatch, 30 august 2013